# Číčenice (stacja kolejowa)
Číčenice – stacja kolejowa w miejscowości Číčenice, w kraju południowoczeskim, w Czechach. Znajduje się na linii 190 Pilzno - Czeskie Budziejowice, na wysokości 390 m n.p.m..  

## Linie kolejowe
- 190: Pilzno – Czeskie Budziejowice
- 192: Číčenice – Týn nad Vltavou
- 197: Číčenice – Nové Údolí